# Hung Up
Hung Up è un singolo di Madonna del 2005, il primo estratto dal decimo album in studio della cantante, Confessions on a Dance Floor.
Il brano ha riscosso un grandissimo successo fin dalla data di pubblicazione. Ad oggi il singolo ha venduto più di 12 milioni di copie, diventando così il singolo più venduto della cantante.
Nel 2016 è stato eletto da Digital Spy come "il più grande singolo del XXI secolo".

## Descrizione
Il brano contiene un campionamento di Gimme! Gimme! Gimme! (A Man After Midnight), una hit degli ABBA del 1979: generalmente Benny Andersson e Björn Ulvaeus, compositori ed esecutori del brano, non hanno mai rilasciato il consenso ad altri autori per usare le loro basi (fino ad allora era successo solo con i Fugees). Per ottenere il consenso Madonna spedì una lettera a Stoccolma, supplicando di accettare ed elogiando la musica del gruppo. Andersson e Ulvaeus dettero l'ok per l'utilizzo della base e, dopo aver stipulato un accordo sul copyright che li autorizzasse a una quota significativa dei diritti d'autore derivanti dalle vendite e dagli airplay successivi, la cantante poté registrare.
Nel testo della canzone è inoltre presente un verso di un brano della stessa Madonna intitolato Love Song e cantato con Prince nell'album Like a Prayer del 1989.

## Il video
Il video di Hung Up, realizzato nel periodo di convalescenza di Madonna (il 16 agosto 2005, giorno del suo compleanno, la cantante era caduta da cavallo riportando alcune fratture) e diretto da Johan Renck, vede Madonna che, all'interno di una palestra, esegue alcuni passi di danza: è un evidente richiamo a La febbre del sabato sera, mentre la pettinatura della cantante si richiama a Farrah Fawcett. Nella seconda sequenza del video Madonna attraversa la metropolitana londinese per approdare (terza parte) in una discoteca dove, sulla parte del basso tenuto a volume alto, il regista realizza un montaggio ritmico coadiuvato dalle immagini riproposte al rallentatore le quali, contrastate dalla musica che si fa sempre più veloce, creano un forte coinvolgimento nello spettatore, proiettandolo nell'atmosfera sensuale creata dai sinuosi movimenti dei ballerini. Madonna sembra quasi dentro la palla iridescente da discoteca e quest'immagine unita al body color fucsia stile anni settanta è diventata il simbolo di Confessions on a Dancefloor. Sul finire del video Madonna danza sul Dancing Stage Fusion, un videogioco che insegna attraverso segnali luminosi a ballare seguendo i giusti passi: Madonna ironizzando su questo videogioco, indica come si possa imparare a ballare senza seguire le indicazioni luminose, ma solamente seguendo il ritmo. Il video si chiude in una corale danza dove Madonna, seguita dai suoi ballerini, imposta i passi base da seguire per ballare sulla melodia di Hung Up.
Per realizzare il video la cantante non ha utilizzato una controfigura, e nonostante le recenti fratture grazie ai medicinali ha potuto ballare. Girato dal regista Johan Renck, che aveva diretto anche il video di Nothing Really Matters del 1999, il video di "Hung Up" ritrae con molta semplicità il mondo della sottocultura dance. Il video nel 2016 ha raggiunto su You Tube le 100 milioni di visualizzazioni; si tratta del secondo video di Madonna a raggiungere questo risultato dopo Bitch I'm Madonna del 2015 ed è inoltre il primo video della sua storica videografia a raggiungere questo traguardo.

## Il singolo

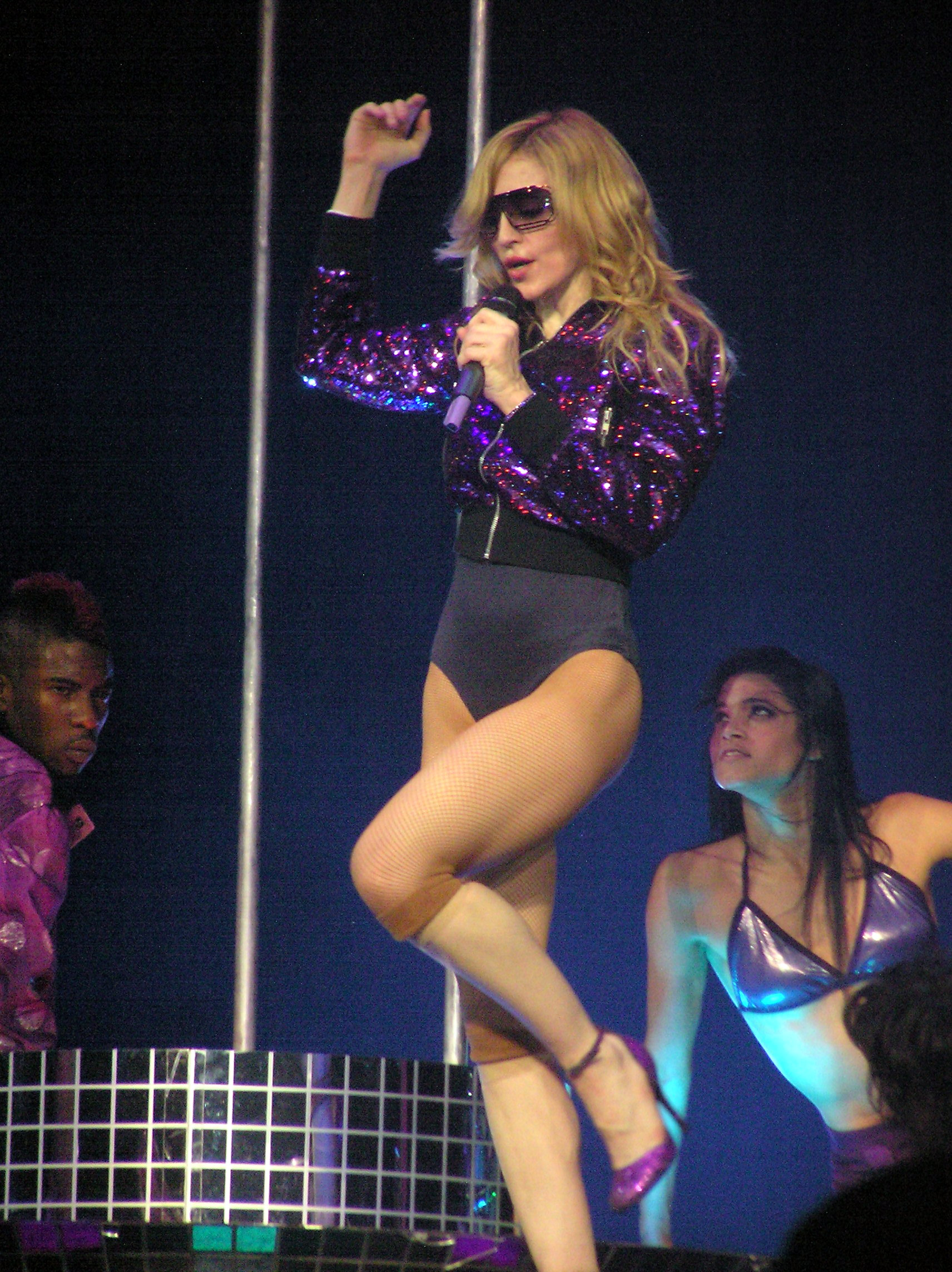
Hung Up eseguita al Confessions Tour.

Il brano è uscito il 18 ottobre 2005 nelle principali radio americane e il 27 ottobre nelle radio del resto del mondo, mentre il singolo il 4 novembre nel Regno Unito e poi in tutto il mondo arrivando ai vertici delle classifiche ovunque (detiene, assieme ad Hips Don't Lie di Shakira, il record mondiale per numero di primi posti in classifica conquistati, in una cinquantina di Paesi), rimanendo per ben 3 settimane alla prima posizione dei singoli più venduti nel Regno Unito e per 14 settimane in Italia. È stato frequentemente trasmesso in radio, raggiungendo la posizione numero 1 dell'airplay. Il singolo ha venduto oltre nove milioni di copie ed è il più venduto di Madonna, seguito da Like a Prayer e 4 Minutes, in collaborazione con Justin Timberlake del 2008.

### Tracce

#### CD singolo australiano (CD 1)
1. Hung Up (Radio Version - Vocal Ending) — 3:23
2. Hung Up (Tracy Young's Get Up and Dance Groove Edit) — 4:15
3. Hung Up (SDP Extended Vocal) — 7:57

#### CD singolo inglese (CD 1)
1. Hung Up (Radio Version) — 3:23
2. Hung Up (Tracy Young's Get Up and Dance Groove Edit) — 4:15

#### CD singolo inglese (CD 2)
1. Hung Up (Radio Version) — 3:23
2. Hung Up (Tracy Young's Get Up and Dance Groove Edit) — 4:15
3. Hung Up (SDP Extended Vocal) 7:57

#### CD maxi singolo americano
1. Hung Up (Radio Version - Instrumental Ending) — 3:23
2. Hung Up (SDP Extended Vocal) — 7:57
3. Hung Up (Tracy Young's Get Up and Dance Groove Edit) — 4:15
4. Hung Up (Bill Hamel Remix) — 6:58
5. Hung Up (Chus & Ceballos Remix) — 10:21
6. Hung Up (SDP Extended Dub) — 7:57

#### CD Singolo Italiano e Statunitense
1. Hung Up (Album Version) - 5:38
2. Hung Up (Radio Edit) - 3:23

## Classifiche
| Classifica (2005) | Posizione massima |
| ----------------- | ----------------- |
| Australia         | 1                 |
| Austria           | 1                 |
| Belgio (Fiandre)  | 1                 |
| Belgio (Vallonia) | 1                 |
| Canada            | 1                 |
| Danimarca         | 1                 |
| Europa            | 1                 |
| Finlandia         | 1                 |
| Francia           | 1                 |
| Germania          | 1                 |
| Irlanda           | 2                 |
| Italia            | 1                 |
| Norvegia          | 1                 |
| Nuova Zelanda     | 2                 |
| Paesi Bassi       | 1                 |
| Regno Unito       | 1                 |
| Scozia            | 1                 |
| Spagna            | 1                 |
| Stati Uniti       | 7                 |
| Stati Uniti (Pop) | 17                |
| Svezia            | 1                 |
| Svizzera          | 1                 |
| Ungheria          | 1                 |

| Classifica di fine anno italiana (2005) | Posizione |
| --------------------------------------- | --------- |
| Classifica italiana                     | 2         |
| Classifica dei singoli                  | Posizione |
| Classifica italiana                     | 1         |

## Versioni e remix ufficiali
- Album Version numero 1 (Continuous Album Version) — 5:36
- Album Version numero 2 (Fade/Unmixed Album Version) — 5:36
- Radio Version numero 1 (Promo/Digital Sales & US Maxi CD — Instrumental Fade Out) — 3:23
- Radio Version numero 2 (European Maxi CD — Vocal Fade Out) — 3:23
- Album Instrumental (Withdrawn Promo) — 5:36
- Promo Tour Studio Version — 4:56
- Hung Up/Lucky Star Confessions Tour Rehearsal — 10:10
- Hung Up medley/ Sticky & Sweet Tour Rehearsal (rock version) — 6:36
- Hung Up/Feel Good Inc (feat. Gorillaz & De La Soul) Grammy Awards Medley Rehearsal — 7:51
- Tracy Young Get Up and Dance Groove — 9:03
- Tracy Young Get Up and Dance Groove Edit — 4:15 *
- SDP Extended Vocal — 7:57 *
- SDP Extended Dub — 7:57
- SDP Extended Vocal Edit (iTunes Exclusive) — 4.57
- LEX Massive Club Mix (Digital Promo) — 8:51
- LEX Massive Instrumental Mix (Digital Promo) — 8:51
- LEX Reggaeton Mix (Rejected) — 4:35
- Bill Hamel Remix — 6:58
- Bill Hamel Remix Edit (iTunes Exclusive) — 4.59
- Bill Hamel Dub — unreleased
- Chus & Ceballos Remix — 10:21
- Chus & Ceballos Remix - CD Edit — 9:40
- Chus & Ceballos 12" Remix (Promo/Testpressing — unreleased) — 5:48[47]
- Chus & Ceballos Remix Edit (iTunes Exclusive) — 5:00
- Archigram Remix (Free download for visitors of madonna.com) — 6:59